# Tokidoki Bosotto Russia-go de Dereru Tonari no Alya-san
Tokidoki Bosotto Russia-go de Dereru Tonari no Alya-san (時々ボソッとロシア語でデレる隣のアーリャさん?   lit. «Mi compañera Alya a veces me susurra en ruso»), también conocida de forma abreviada como Roshidere (ロシデレ?), traducido en España como Alya a veces me susurra en ruso, o Alya a veces esconde sus sentimientos en ruso en América Latina, es una serie de novelas ligeras japonesas escritas por SunSunSun e ilustradas por Momoco. 
La novela narra la historia de Alisa Mikhailovna Kujō, una estudiante con raíces rusas y japonesas, y que forma parte del consejo estudiantil de la prestigiosa Academia Seiren, quien por su belleza y carisma es muy popular entre los chicos. Sin embargo, Alya se muestra interesada en Masachika Kuze, un chico perezoso y desmotivado con quien empieza a interactuar y coquetear con él en su idioma ruso sin saber que Kuze la entiende a la perfección. 
Originalmente se publicó en línea como dos historias cortas en el sitio web de publicación de novelas Shōsetsuka ni Narō del 6 al 27 de mayo de 2020. Luego fue adquirida por Kadokawa Shoten quienes la ha publicado desde marzo de 2021 bajo su sello Kadokawa Sneaker Bunko. Una adaptación a manga con arte de Saho Tenamachi comenzó a publicarse en línea en el sitio web y la aplicación Magazine Pocket de Kōdansha desde el 29 de octubre de 2022. Mientras que el estudio Doga Kobo produjo una versión al anime la cual se emitió desde el 3 de julio de 2024 al 18 de septiembre del mismo año.
Desde su publicación la novela alcanzó a vender unas 500 000 mil copias desde 2022, además de ser bien recibido por la crítica hasta el punto de ganar algunos premios y reconocimiento. Tanto el manga como el anime también han gozado de gran popularidad. El anime fue uno de los más exitoso de la temporada de verano al punto que ya se confirmó la creación de una segunda temporada.

## Argumento
Alisa Mikhailovna Kujou, apodada Alya, es una chica de secundaria con cabello plateado que se ve tan hermosa que llama la atención donde quiera que va. Por otro lado, Masachika Kuze, que se sienta al lado de Alya, es un estudiante desmotivado que se queda despierto hasta tarde y es un dormilón en la escuela. Alya aunque a menudo se queja de Masachika a cada momento parece estar secretamente enamorada de él, ocasionalmente hace comentarios coquetos en su ruso nativo para confundir a Kuze. Sin embargo, no se da cuenta de que Masachika también alberga un amor secreto por ella, además de entender bien el ruso y sus comentarios coquetos hacia él lo dejan constantemente perplejo y nervioso.
Conforme avanza la historia, la relación entre Alya y Masachika avanza según la historia, además en que ambos tienen que lidiar con otros personajes como Masha —la hermana de Alya—, y Yuki, la hermana de Kuze, quienes también tienen sus propios intereses en los dos personajes protagonistas, así también el como Masachika tiene que lidiar con su pasado. 

## Personajes principales
- Masachika Kuze (久世 政近 Kuze Masachika?)

Protagonista de la historia, es un estudiante de primer año quien se caracteriza por ser un dormilón que carece de motivación en clases hasta que conoce a Alisa quien se sienta a su lado para envidia de sus compañeros de clase. En el pasado, era el heredero de la prestigiosa familia Suou hasta que él y su madre dejaron de formar parte de dicha familia. a pesar de lo anterior, mantiene contacto con su hermana y actual heredera de la familia, Yuki Suou, a quien aprecia y apoya en lo que puede. Conforme avanza la historia se hace constar que esta enamorado de Alisa y que entiende muy bien las insinuaciones que esta le hace en ruso (gracias a que aprendió dicho idioma por su abuelo materno), pero lo mantiene oculto al no considerarse digno de ella. En el anime, es interpretado por el seiyū Kōhei Amasaki en la versión japonesa, y en el doblaje hispanoamericano es Miguel Ángel Ruiz.
- Alisa Mikhailovna Kujou (Alya) (アリサ・ミハイロヴナ・九条, (アーリャ) Arisa Mihairovuna Kujō (Ārya)?)

Protagonista femenina de la historia —también conocida como Alya por sus amigos más cercanos—, es una estudiante de primer año que cuenta con las calificaciones más altas de la escuela y se desempeña como tesorera del consejo estudiantil. A pesar de ser muy talentosa y popular entre sus compañeros masculinos, Alya solo parece mostrar interés en su compañero de clase Masachika a quien tiende a molestar disfrazando sus insultos y coqueteos en idioma ruso, sin saber que este la entiende muy bien. Con el avance de la historia desarrolla sentimientos románticos por su él hasta el punto de mostrarse celosa cuando él esta con otras chicas como Yuki Suou —antes de saber que es la hermana menor de Masachika—, su compañera Ayano, y hasta su propia hermana Masha, espacialmente cuando descubrió que ella fue el primer amor de Masachika. Alya es una excelente deportista (más que todo jugando voleibol), además de ser una perfeccionista extrema, cosa que le juega una mala pasada en algunas ocasiones. En la adaptación japonesa su seiyū es Sumire Uesaka, en el doblaje de Hispanoamérica es Polly Huerta.
- Yuki Suou (周防 有希 Suō Yuki?)

Es una estudiante de primer año que se desempeña en las relaciones públicas del Consejo Estudiantil. Es la hermana menor de Masachika y heredera de la casa Suou, cuyo origen era una antigua familia noble quienes siempre han asumido roles de diplomacia durante generaciones, después de que Masachika y su madre la abandonaran. Es una chica directa pero sincera quien disfruta burlarse de los sentimientos de amor de Alya por Masachika, ya que tanto alya —como los otros estudiantes— desconocen el parentesco que hay entre Yuki y Masachika a quien —a pesar de su distanciamiento familiar— ama y mantiene un fuerte vínculo de amistad desde la infancia, hasta el punto de visitarlo para pasar la noche en casa de este. Tiene una seguidora, Ayano Kimishima, cuya confianza es tal que solo frente a ella y su hermano muestra su otra faceta: una acérrima Otaku que de vez en cuando hace comentarios sexuales de cualquier tipo. En la adaptación japonesa su seiyū es Wakana Maruoka, mientras que en el doblaje de Hispanoamérica es Diana Nolan.

## Producción
En junio de 2020, SunSunSun recibió por primera vez una invitación de la editorial Kadokawa Sneaker Bunko para saber si la esta  podía publicar su trabajo. El autor envió las historias cortas que había creado en ese momento, las cuales fueron publicadas en el sitio web de la editorial, con el objetivo de atraer una posible cantidad de lectores.
En una entrevista con la revista japonesa Da Vinci en 2021, SunSunSun declaró que en principio quería que la historia se desarrollase en un entorno isekai mediante el cual la heroína se transporta a otro mundo en donde nadie puede entender el idioma japonés, excepto el protagonista masculino, quien sería otro personaje reencarnado. Pero la idea fue descartada porque consideró lo problemático que sería explicar dicha situación en una mundo de fantasía, por lo que prefirio una historia en el mundo real. Con respecto a la herencia mitad rusa de Alya, el autor afirmó que estaba influenciado por la belleza de las mujeres rusas. Respecto al diseño y personalidad de Alya, SunSunSun declaró: 

Si se describe demasiado la personalidad de la heroína con los tropos comunes (tsundere, kuudere, yandere, etc.), el lector llegará a pensar: «Definitivamente no hay nadie como ella», pero luego se olvidará de ella. Sin embargo, si la describes con demasiados conceptos realistas, los lectores podrían considerarla demasiado «gráfica» y no llegar a considerarla linda. Creo que este es el dilema fundamental al que se enfrentan los escritores de comedias románticas.

Sunsunsun también quedó impresionado al ver por primera vez los diseño de los personajes por parte del ilustrador Momoco, señalo que: «A medida que avanzaba la historia, poco a poco sentí que las apariencias y personalidades de los personajes se volvían más cohesivas en mi mente».

## Contenido de la obra

### Novela web
Anterior a la novela ligera, se publicaron dos historias cortas en Shōsetsuka ni Narō el 6 y el 27 de mayo de 2020. Sin embargo, las historias y los personajes de la versión web son completamente diferentes de la novela publicada.

### Novelas ligeras
La serie de novelas ligeras está escrita por SunSunSun e ilustrada por Momoco. En junio de 2020, SunSunSun recibió por primera vez una invitación de Kadokawa Sneaker Bunko para saber si la editorial podía publicar su trabajo. El 22 de diciembre de 2020, se anunció que las historias cortas publicadas en Shōsetsuka ni Narō serán publicadas por Kadokawa Shoten bajo su sello Kadokawa Sneaker Bunko después de ser adaptadas como serie. El título de la serie sigue el título de una de las dos historias cortas. El primer volumen se publicó el 1 de marzo de 2021. 
En la Sakura-Con de 2022, Yen Press anunció que obtuvo la licencia de la serie para su publicación en inglés.

#### Lista de volúmenes
| Volúmenes de novelas ligeras publicadas | Volúmenes de novelas ligeras publicadas | Volúmenes de novelas ligeras publicadas |
| Número                                  | Fecha de lanzamiento                    | ISBN                                    |
| --------------------------------------- | --------------------------------------- | --------------------------------------- |
| 1                                       | 1 de marzo de 2021                      | ISBN 978-4-04-111118-5                  |
| 2                                       | 1 de agosto de 2021                     | ISBN 978-4-04-111119-2                  |
| 3                                       | 1 de diciembre de 2021                  | ISBN 978-4-04-111955-6                  |
| 4                                       | 1 de abril de 2022                      | ISBN 978-4-04-111956-3                  |
| 4.5                                     | 1 de agosto de 2022                     | ISBN 978-4-04-112780-3                  |
| 5                                       | 1 de diciembre de 2022                  | ISBN 978-4-04-112781-0                  |
| 6                                       | 1 de abril de 2023                      | ISBN 978-4-04-113544-0                  |
| 7                                       | 1 de septiembre de 2023                 | ISBN 978-4-04-114062-8                  |
| 8                                       | 1 de febrero de 2024                    | ISBN 978-4-04-114592-0                  |
| 9                                       | 30 de agosto de 2024                    | ISBN 978-4-04-114831-0                  |
| BTS                                     | 29 de noviembre de 2024                 | ISBN 978-4-04-115742-8                  |
| 10                                      | 1 de julio de 2025                      | ISBN 978-4-04-116155-5                  |

### Manga
Una adaptación a manga, que se anunció el 15 de julio de 2022, con arte de Saho Tenamachi comenzó su serialización en línea en el sitio web y la aplicación Magazine Pocket de Kōdansha el 29 de octubre de 2022.
Pika Ediciones obtuvo la licencia del manga en España.

#### Lista de volúmenes
| Volúmenes de manga publicados | Volúmenes de manga publicados | Volúmenes de manga publicados |
| Número                        | Fecha de lanzamiento          | ISBN                          |
| ----------------------------- | ----------------------------- | ----------------------------- |
| 1                             | 9 de marzo de 2023            | ISBN 978-4-06-531091-5        |
| 2                             | 8 de junio de 2023            | ISBN 978-4-06-531880-5        |
| 3                             | 9 de noviembre de 2023        | ISBN 978-4-06-533550-5        |
| 4                             | 9 de abril de 2024            | ISBN 978-4-06-535169-7        |
| 5                             | 7 de agosto de 2024           | ISBN 978-4-06-536510-6        |
| 6                             | 8 de enero de 2025            | ISBN 978-4-06-538068-0        |
| 7                             | 9 de junio de 2025            | ISBN 978-4-06-539753-4        |

### Anime
El 17 de marzo de 2023, se anunció una adaptación de Roshidere al anime cuyo producción estuvo a cargo del estudio de animación Doga Kobo, dirigido y escrito por Ryōta Itō, y con diseños de personajes a cargo de Yūhei Murota, quien también se desempeñó como director en jefe de animación, y producido por Ryō Kobayashi. Sunsunsun declaró que estuvo involucrado en la producción del anime. La serie estaba originalmente programada para ser emitida en abril de 2024, pero posteriormente se retrasó por motivos de fuerza hasta inicios de julio del mismo año, en donde finalmente se emitió su primer episodio el 3 de julio en Tokyo MX y en otras cadenas. Crunchyroll transmitió la serie mundialmente fuera de Asia Oriental, y el 18 de junio, anunciaron que el anime estaría disponible en Hispanoamérica a partir del 24 de julio con doblaje al español.
Después de la emisión del episodio final el 18 de septiembre de 2024, se confirmó la producción de una segunda temporada. Está producida por Doga Kobo y dirigida por Hiroshi Haraguchi, con Yuka Yamada encargándose de la composición de la serie y Yūhei Murota regresando como diseñador de personajes. Se estrenará en 2026.

### Banda sonora
La banda sonora de la serie fue compuesta por Hiroaki Tsutsumi. El tema de apertura es «Ichiban Kagayaku Hoshi» (1番輝く星?), el cual es interpretado por Sumire Uesaka como su personaje Alya. Uesaka también interpreta cada tema de cierre el cual es diferente en cada episodio, debido a que están inspirados en diversas canciones famosas.
Tema de apertura “1-Ban Kagayaku Hoshi”
 
Letra, composición y arreglo de Yusuke Shirato.

#### Temas de cierre de cada episodio
Tema final, con la particularidad de ser covers de otros animes, películas y series.

- Episodio 1: «Gakuen Tengoku» (学園天国?) de Hibike! Euphonium.[47]
- Episodio 2: «Kawaikute Gomen» (可愛くてごめん?) de Kokuhaku Jikkō Iinkai ~ Ren'ai Series~.[48][49]
- Episodio 3: «Omoide ga Ippai» (想い出がいっぱい?) de Miyuki (H2O) .[50][51]
- Episodio 4: «Hare Hare Yukai» (ハレ晴レユカイ?) de Suzumiya Haruhi no Yūutsu.[52][53]
- Episodio 5: «Chiisana Koi no Uta» (小さな恋のうた?) de la película homónima.[54]
- Episodio 6: «Himitsu no Kotoba» (秘密の言葉?) de Sumire Uesaka x Kafu.[55]
- Episodio 7: «Love Story wa Totsuzen ni» (ラブ・ストーリーは突然に?) de Tokyo Love Story.[56]
- Episodio 8: «CHE.R.RY» de ReLIFE.[57]
- Episodio 9: «World is Mine» (ワールドイズマイン?) de Supercell.[58]
- Episodio 10: «Koi no Uta» (こいのうた?) de GO!GO!7188.[59]
- Episodio 11: «Kimagure Romantic» (気まぐれロマンティック?).[60]
- Episodio 12: «Hanamoyoi» (ハナモヨイ?).[61]

### Otros
Una modelo VTuber de Alya debutó en julio de 2021 para promocionar el lanzamiento del segundo volumen de novela ligera.

## Recepción
La novela ligera ocupó el noveno lugar en la guía anual de novelas ligeras Kono Light Novel ga Sugoi! de Takarajimasha en la categoría bunkobon, y quinto en la general entre las otras series nuevas en 2022. También ocupó el quinto lugar en la categoría bunkobon de la edición 2023. En los Next Light Novel Awards de 2021, la serie ocupó el primer lugar en la categoría Librarian's Choice. También ocupó el segundo lugar en la categoría de Publicación Web y el noveno en la categoría general. A abril de 2022, la serie cuenta con 500 000 copias en circulación.